# Emma Pallant-Browne
Emma Pallant-Browne (Farnham, 4 de junio de 1989) es una deportista británica que compite en triatlón, duatlón y acuatlón.
Ganó una medalla de plata en el Campeonato Mundial de Triatlón de Larga Distancia de 2022. En Ironman 70.3 obtuvo dos medallas en el Campeonato Mundial, plata en 2017 y bronce 2022, y una medalla de oro en el Campeonato Europeo de 2022.
Además, consiguió cuatro medallas en el Campeonato Mundial de Duatlón entre los años 2015 y 2023, y una medalla en el Campeonato Mundial de Acuatlón de 2017.

## Palmarés internacional
| Campeonato Mundial | Campeonato Mundial   | Campeonato Mundial | Campeonato Mundial |
| Año                | Lugar                | Medalla            | Prueba             |
| ------------------ | -------------------- | ------------------ | ------------------ |
| 2022               | Šamorín (Eslovaquia) | Medalla de plata   | Individual         |

| Campeonato Mundial | Campeonato Mundial           | Campeonato Mundial | Campeonato Mundial |
| Año                | Lugar                        | Medalla            | Prueba             |
| ------------------ | ---------------------------- | ------------------ | ------------------ |
| 2017               | Chattanooga (Estados Unidos) | Medalla de plata   | Individual         |
| 2022               | St. George (Estados Unidos)  | Medalla de bronce  | Individual         |
| Campeonato Europeo |                              |                    |                    |
| Año                | Lugar                        | Medalla            | Prueba             |
| 2022               | Elsinor (Dinamarca)          | Medalla de oro     | Individual         |

| Campeonato Mundial | Campeonato Mundial   | Campeonato Mundial | Campeonato Mundial |
| Año                | Lugar                | Medalla            | Prueba             |
| ------------------ | -------------------- | ------------------ | ------------------ |
| 2015               | Adelaida (Australia) | Medalla de oro     | Individual         |
| 2016               | Avilés (España)      | Medalla de oro     | Individual         |
| 2017               | Penticton (Canadá)   | Medalla de bronce  | Individual         |
| 2023               | Ibiza (España)       | Medalla de oro     | Individual         |

| Campeonato Mundial | Campeonato Mundial | Campeonato Mundial | Campeonato Mundial |
| Año                | Lugar              | Medalla            | Prueba             |
| ------------------ | ------------------ | ------------------ | ------------------ |
| 2017               | Penticton (Canadá) | Medalla de oro     | Individual         |